# Nazionale olimpica di calcio del Giappone
La Nazionale olimpica di calcio giapponese è la rappresentativa calcistica che rappresenta il Giappone. È sotto l'egida della Federazione calcistica del Giappone.

## Storia
La nazionale di calcio olimpica giapponese fece il suo debutto alle olimpiadi durante i giochi di Berlino con un fortunato esordio contro la Svezia, infatti, benché fosse sotto di due reti, con una rimonta elimina la sua avversaria dal torneo per 3-2, guadagnandosi l'accesso ai quarti di finale dove però riceveranno una pesantissima sconfitta da parte dell'Italia per 8-0, venendo eliminati dalle olimpiadi.
Nel 1964 il Giappone ospiterà le olimpiadi, e la squadra di casa otterrà la qualificazione per gli ottavi di finale, riuscendo a imporsi per 3-2 sull'Argentina, venendo tuttavia sconfitta e eliminata per 4-0 dalla Cecoslovacchia. La gloria per la nazionale olimpica nipponica arriverà nell'edizione successiva, nel 1968, alle olimpiadi in Città del Messico, dove il Giappone conquisterà il bronzo, trascinato da Kunishige Kamamoto il quale nella fase a gironi, segnerà una tripletta contro la Nigeria che porterà a una vittoria per 3-1; il Giappone si qualifica per i quarti di finale anche grazie ai pareggi contro Spagna (0-0) e Brasile (1-1). Dopo aver battuto ai quarti di finale la Francia per 3-1, dove Kamamoto segna una doppietta, il Giappone perde contro l'Ungheria per 5-0, dovendo disputare contro il Messico, la squadra di casa, la partita per la medaglia di bronzo, vincendola dopo aver battuto la squadra rivale per 2-0 grazie a un'altra doppietta di Kamamoto. Tale traguardo, oltre a fare del Giappone la prima nazionale asiatica a vincere una medaglia alle olimpiadi, è riconosciuto come il primo vero successo internazionale del calcio nipponico.
Alle olimpiadi di Atlanta nel 1996, quando ormai era entrata in vigore la regola per cui le rappresentative olimpiche calcistiche dovevano essere formate solo dai giocatori Under-23, a eccezioni dei tre fuori quota (con età superiore ai 23 anni) il Giappone riesce a vincere nella fase a girone per 1-0 contro il Brasile, ma la sconfitta per 2-0 contro la Nigeria sancirà la sua eliminazione, ininfluente è stata la vittoria contro l'Ungheria per 3-2.
Riesce a qualificarsi ai quarti di finale nel 2000 alle olimpiadi di Sydney nonostante la sconfitta per 1-0 contro il Brasile, per merito delle vittorie ottenute contro il Sudafrica e la Slovacchia vincendole entrambe per 2-1. Ottenuta la qualificazioni ai quarti perderà ai rigori per 5-4 contro gli Stati Uniti dopo un pareggio di 2-2. Nel 2004 si svolgono le olimpiadi di Atene dove il Giappone viene eliminato per 4-3 contro il Paraguay e per 3-2 contro l'Italia, ottenendo solo una vittoria per 1-0 contro il Ghana.
Il Giappone viene eliminato dalle olimpiadi di Pechino del 2008 dopo aver perso tutte le partite contro le avversarie del suo girone: Nigeria (2-1), Stati Uniti (1-0) e Paesi Bassi (1-0). Con Takashi Sekizuka come CT, la nazionale olimpica giapponese partecipa alle olimpiadi di Londra nel 2012 forte di nuovi talenti come Yūki Ōtsu (autore di 3 gol) e Kensuke Nagai (autore di 2 reti), e passerà come prima del suo girone vincendo per 1-0 sia contro la Spagna che contro il Marocco, e pareggiando per 0-0 contro l'Honduras. Battendo per 3-0 l'Egitto, dopo 44 anni, si aggiudicherà nuovamente un posto alle semifinali delle olimpiadi, perdendo però per 3-1 contro il Messico, non riuscendo nemmeno a ottenere il bronzo, che verrà conquistato dalla Corea del Sud che batterà il Giappone per 2-0, diventando dunque la seconda nazionale di calcio olimpica asiatica (dopo il Giappone) a raggiungere tale traguardo.
Makoto Teguramori ottiene la panchina della nazionale olimpica che giocherà alle olimpiadi di Rio de Janeiro. Il Giappone perde ancora una volta contro la Nigeria, in una partita molto combattuta che si concluderà 5-4, pareggiando poi 2-2 contro la Colombia. Nonostante la vittoria per 1-0 contro la Svezia non riesce a ottenere il secondo posto valevole per i quarti di finale, ottenuto dalla Colombia con una vittoria di 2-0 contro la Nigeria la quale era già matematicamente qualificata.
Essendo il Giappone la nazione ospitante, la nazionale olimpica prenderà parte alle olimpiadi di Tokyo che si sarebbero dovute tenere nel 2020, ma per via della pandemia di COVID-19 verranno posticipate al 2021. La nazionale detiene un nuovo record avendo vinto per la prima volta quattro partite consecutive alle olimpiadi, superando il girone come prima classificata battendo per 1-0 il Sudafrica, prevalendo per 2-1 battendo il Messico e imponendosi per 4-0 contro la Francia, e ai quarti di finale affronta la Nuova Zelanda, la partita finisce per 0-0 e ai rigori i giapponesi vincono per 4-2. Il Giappone perde per 1-0 contro la Spagna e ancora una volta non riesce ad accedere alla finale, oltre a non ottenere nemmeno la medaglia di bronzo, affrontando nuovamente il Messico, ma questa volta perdendo per 3-1.

## Statistiche dettagliate sui tornei internazionali

### Giochi olimpici
| Anno | Luogo             | Piazzamento             | V | N | P | Gol |
| ---- | ----------------- | ----------------------- | - | - | - | --- |
| 1952 | Helsinki          | Non partecipante        | - | - | - | -   |
| 1956 | Melbourne         | Turno di qualificazione | 0 | 0 | 1 | 0:2 |
| 1960 | Roma              | Non qualificata         | - | - | - | -   |
| 1964 | Tokyo             | Quarti di finale        | 1 | 0 | 2 | 5:9 |
| 1968 | Città del Messico | Bronzo                  | 3 | 2 | 1 | 9:8 |
| 1972 | Monaco di Baviera | Non qualificata         | - | - | - | -   |
| 1976 | Montréal          | Non qualificata         | - | - | - | -   |
| 1980 | Mosca             | Non qualificata         | - | - | - | -   |
| 1984 | Los Angeles       | Non qualificata         | - | - | - | -   |
| 1988 | Seul              | Non qualificata         | - | - | - | -   |
| 1992 | Barcellona        | Non qualificata         | - | - | - | -   |
| 1996 | Atlanta           | Primo turno             | 2 | 0 | 1 | 2:2 |
| 2000 | Sydney            | Quarti di finale        | 2 | 1 | 1 | 6:5 |
| 2004 | Atene             | Primo turno             | 1 | 0 | 2 | 6:7 |
| 2008 | Pechino           | Primo turno             | 0 | 0 | 3 | 1:4 |
| 2012 | Londra            | Quarto posto            | 3 | 1 | 2 | 6:5 |
| 2016 | Rio de Janeiro    | Primo turno             | 1 | 1 | 1 | 7:7 |
| 2020 | Tokyo             | Quarto posto            | 4 | 0 | 2 | 8:5 |
| 2024 | Parigi            | Quarti di finale        | 3 | 0 | 1 | 7:3 |

## Tutte le rose

### Giochi olimpici
Calcio ai Giochi Olimpici Estivi 19561 Kawamoto, 2 Kinoshita, 3 Shimomura, 4 Furukawa, 5 Takabayashi, 6 Mimura, 7 Hiraki, 8 Satō, 9 Ozawa, 10 Ōmura, 11 Takamori, 12 Tokita, 13 Kobayashi, 14 Naganuma, 15 Iwabuchi, 16 Yaegashi, 17 Uchino, 18 Kitaguchi, CT: Takenokoshi
Calcio ai Giochi Olimpici Estivi 19641 Hosaka, 2 Katayama, 3 M. Miyamoto, 4 Hiraki, 5 Yamaguchi, 6 Suzuki, 7 Kami, 8 Kamata, 9 Tomizawa, 10 Ogi, 11 Mori, 12 Kawabuchi, 13 Yaegashi, 14 Watanabe, 15 Kamamoto, 16 T. Miyamoto, 17 Tsugitani, 18 Sugiyama, 21 Yokoyama, CT: Naganuma
Calcio ai Giochi Olimpici Estivi 19681 Yokoyama, 2 Katayama, 3 M. Miyamoto, 4 Yamaguchi, 5 Kamata, 6 Suzuki, 7 Tomizawa, 8 Mori, 9 Ogi, 10 Yuguchi, 11 Yaegashi, 12 T. Miyamoto, 13 Watanabe, 14 Kuwahara, 15 Kamamoto, 16 Matsumoto, 17 Sugiyama, 18 Hamazaki, CT: Naganuma
Calcio ai Giochi Olimpici Estivi 19961 Kawaguchi, 2 Shirai, 3 Suzuki, 4 Hironaga, 5 Tanaka, 6 Hattori, 7 Maezono, 8 Itō, 9 Jō, 10 Endō, 11 Morioka, 12 Uemura, 13 Matsuda, 14 Nakata, 15 Akiba, 16 Matsubara, 17 Michiki, 18 Shimoda, CT: Nishino
Calcio ai Giochi Olimpici Estivi 20001 Narazaki, 2 Nakazawa, 3 Matsuda, 4 Morioka, 5 Miyamoto, 6 Inamoto, 7 H. Nakata, 8 Myōjin, 9 Hirase, 10 Nakamura, 11 Miura, 12 Sakai, 13 Yanagisawa, 14 Motoyama, 15 Nishi, 16 K. Nakata, 17 Takahara, 18 Tsuzuki, CT: Troussier
Calcio ai Giochi Olimpici Estivi 20041 Sogahata, 2 Tulio, 3 Moniwa, 4 Nasu, 5 Abe, 6 Konno, 7 Morisaki, 8 Ono, 9 Takamatsu, 10 Matsui, 11 Tanaka, 12 Kikuchi, 13 Komano, 14 Ishikawa, 15 Tokunaga, 16 Ōkubo, 17 Hirayama, 18 Kurokawa, CT: Yamamoto
Calcio ai Giochi Olimpici Estivi 20081 Nishikawa, 2 Hosogai, 3 Yoshida, 4 Mizumoto, 5 Nagatomo, 6 Morishige, 7 Uchida, 8 K. Honda, 9 Toyoda, 10 Kajiyama, 11 Okazaki, 12 Taniguchi, 13 Yasuda, 14 Kagawa, 15 Morimoto, 16 T. Honda, 17 Lee, 18 Yamamoto, CT: Sorimachi
Calcio ai Giochi Olimpici Estivi 20121 Gonda, 2 Tokunaga, 3 Ōgihara, 4 H. Sakai, 5 Yoshida, 6 Muramatsu, 7 Ōtsu, 8 Yamamura, 9 Sugimoto, 10 Higashi, 11 Nagai, 12 G. Sakai, 13 Suzuki, 14 Usami, 15 Saitō, 16 Yamaguchi, 17 Kiyotake, 18 Andō, CT: Sekizuka
Calcio ai Giochi Olimpici Estivi 20161 Kushibiki, 2 Muroya, 3 Endō, 4 Fujiharu, 5 Ueda, 6 Shiotani, 7 Harakawa, 8 Ōshima, 9 Yajima, 10 Nakajima, 11 Suzuki, 12 Nakamura, 13 Kōroki, 14 Ideguchi, 15 Kamekawa, 16 Asano, 17 Iwanami, 18 Minamino, CT: Teguramori
Calcio ai Giochi Olimpici Estivi 20201 Ōsako, 2 Sakai, 3 Nakayama, 4 Itakura, 5 Yoshida, 6 Endō, 7 Kubo, 8 Miyoshi, 9 Maeda, 10 Dōan, 11 Mitoma, 12 Tani, 13 Hatate, 14 Tomiyasu, 15 Hashioka, 16 Sōma, 17 Tanaka, 18 Ueda, 19 Hayashi, 20 Machida, 21 Seko, 22 Suzuki, CT: Moriyasu
Calcio ai Giochi Olimpici Estivi 20241 Kokubo, 2 Suzuki, 3 Nishio, 4 Sekine, 5 Kimura, 6 Kawasaki, 7 Yamamoto, 8 Fujita, 9 Fujio, 10 Saitō, 11 Hosoya, 12 Nozawa, 13 Araki, 14 Mito, 15 Takai, 16 Ōhata, 17 Hirakawa, 18 Satō, 19 Uenaka, 20 Yamada, 21 Uchino, 22 Sasaki, CT: Ōiwa
NOTA: Per le informazioni sulle rose precedenti al 1952 visionare la pagina della Nazionale maggiore.